# Nils Runeby
Nils-Olof Richard Runeby, född 29 januari 1931 i Stora Tuna församling, Dalarna, död 22 november 2009 i Uppsala domkyrkoförsamling, var en svensk idéhistoriker.
Runeby disputerade 1962 vid Uppsala universitet och var professor i skandinavisk historia i Kiel 1975-1978 och professor i idéhistoria, särskilt den nyare tidens idéhistoria, vid Stockholms universitet 1978-1996. Han blev 1991 ledamot av Vetenskapsakademien.